# Looney Tunes Collector : Alerte aux Martiens !
Looney Tunes Collector : Alerte aux Martiens ! (Looney Tunes Collector: Martian Alert! en anglais) est un jeu vidéo édité et développé par Infogrames, basé sur les franchises Looney Tunes et Merrie Melodies, distribué par Warner Bros. Interactive pour la Game Boy Color en juin 2000,. Une suite intitulée Looney Tunes Collector : La Revanche des Martiens est commercialisée en novembre 2000.